# Teoria da equidade
Teoria da Equidade refere-se a uma percepção de um tratamento igual perante um comportamento ou uma ação na presença de uma determinada situação similar. Esta percepção de comportamento é determinante para o julgamento de um indivíduo para que possa estabelecer um grau de igualdade sobre suas ações em comparação com a ação de outros indivíduos. 
O termo “Teoria da equidade” elaborado por Stacy Adams (1965) propõe que funcionários observam o que possuem na organização (salários, benefícios, promoções, méritos) com suas competência (experiência, escolaridade, empenho) fazendo uma equiparação com funcionários que exercem a mesma função ou similar.
Através deste julgamento os indivíduos buscam observar se existe um nível de igualdade entre seus benefícios em comparação aos demais, para determinar se há equidade entre suas competências e sua função a outro indivíduo com competências parecidas e desempenham funções similares, e julgam através desta percepção se a consideram justa.
Para Adams (1965) um indivíduo considera determinada ação ou comportamento justo quando existe equidade entre os benefícios, ou seja, quando através de sua percepção encontrar igualdade nos benefícios comparado aos demais, caso contrário ocorre uma tensão de equidade.
No caso de seus benefícios serem sub-recompensados frente a outro, esta tensão cria um sentimento de injustiça; caso o indivíduo se enxergue com excesso de recompensas, esta tensão surge no indivíduo como um sentimento de culpa.

## O uso de diferentes comparações
Existem 4 (quatro) pontos de referência que são adotados para serem utilizados como método de comparação sobre determinado comportamento ou ação, são eles:
- Próprio-interno: Determinada experiência em uma diferente posição dentro da mesma organização.

- Próprio-externo: Determinada experiência em uma diferente posição em outra organização.

- Outro-interno: Outro indivíduo ou grupo de pessoas dentro da mesma organização

- Outro-externo: Outro indivíduo ou grupo de pessoas em outra organização.

Os colaboradores podem fazer diferentes comparações com seus amigos, colegas, familiares ou empregos por onde tiverem passado. O ponto de referência adotado por eles é definido pelas informações que o mesmo possui sobre os seus referenciais, assim como a variação que eles exercem sobre seu comportamento, desta forma leva os indivíduos a utilizarem-se de 4 (quatro) variáveis moderadoras: sexo; tempo que está no emprego; nível da organização e todo o seu conteúdo educacional ou profissional adquirido.
A Teoria da equidade define 6 (seis) escolhas que o colaborador pode adotar como postura após construir uma percepção de injustiça:
- Mudar suas contribuições;

- Mudar seus resultados;

- Deturpar a imagem de si mesmo;

- Deturpar a imagem do outro;

- Buscar no próximo um novo ponto de referência ou;

- Retirar-se.

A busca pela equidade não se concentra apenas na relação de benefícios, os funcionários buscam a equidade na distribuição de outras recompensas. Historicamente, a teoria da equidade tinha como enfoque a denominada “justiça de distribuição”, ou seja, a justiça que se percebe na quantidade e na alocação das recompensas entre os indivíduos. Porém, ultimamente pesquisas recentes vem buscando ampliar o termo equidade ou justiça pois sugerem que a equidade também pode considerar a “justiça de processo”, que seria uma justiça percebida no processo usado para distribuir as recompensas entre os indivíduos.
Embora evidências comprovem que a denominada “justiça de distribuição” obtenha maiores resultados de satisfação que a “justiça de processo”, a segunda se relaciona com o comprometimento do indivíduo com a organização, e sua confiança com a empresa.
Com isso, a teoria da equidade está relacionada a motivação, influenciada pelas recompensas relativas e absolutas de acordo com a percepção de cada  indivíduo sobre determinado comportamento ou ação.